# لاسلو هودیتس
لاسلو هودیِتس (مجاری: Hugyecz László Ede; ۸ ژانویهٔ ۱۸۹۳ – ۲۶ اکتبر ۱۹۵۸) یک معمار اهل مجارستان بود.